# 坊城街道
坊城街道，是中华人民共和国山東省潍坊市坊子区下辖的一个乡镇级行政单位。

## 行政区划
坊城街道下辖以下地区：
一马路社区、三马路社区、五马路社区、七马路社区、行政街社区、西岭社区、鲁能足球社区、富民街社区、五一社区、西华昌社区、蒋家一村、蒋家二村、东王家村、英庄村、丰铁村、夹河套村、前宁家沟村、中宁家沟村、西辛家庄村、后张路院村、刘家柳沟村、东辛家庄村、耿家柳沟村、西王家村、河湾村、下寨村、高村、徐家大路村、泉河头村、高家村、石河园村、前张路院村、土楼子村、后宁家沟村、王家柳沟村、前埠头村、后埠头村、莲花池村、王裴家村、姜家庄村、辛庄村、石泉子村、张家柳沟村、西房仕村、东房仕村、范家沟村、大园村、狮子口村、马司一村、才子官庄村、马司三村、武建家村、岔子官庄村、山北头村、平柳院村、马司二村、任家埠村、霸王泉村、龙山坡村、大郭家村、李家木庄村、马司四村、东杨家坡村、西杨家坡村、解家村、冷泉河村、河南村、唐家村、盖家庄村、白石村、史家庄子村、裴家河村、陈家庙子村、东刘家埠村、西刘家埠村、小北洼村、鞠家庄村、宋相还村、东郭家村、董家庄村、侯家村、嵇家村、范家庄村和石沟河村。

## 人口
2010年中国第六次人口普查时，坊城街道共有人口90996人。共有家庭28731户，平均每户3.02人。14岁以下的少年儿童共13583人，占总人口14.92%；15-64岁人口共67694人，占总人口74.39%；65岁及以上的老年人共9719人，占总人口的10.68%。男性共计46481人，占总人口51.08%；女性共计44515，占总人口48.91%。本地居住的人口中，拥有本地户籍的人口为79558人，占87.43%。